# 横田真二
横田 真二（よこた しんじ、1960年10月11日 - ）は、日本の総務官僚。消防庁次長や、総務省大臣官房長を経て、消防庁長官。退官後、全国町村会事務総長。

## 人物・経歴
香川県三豊郡三野町（現三豊市三野地区）出身。香川県立丸亀高等学校を経て、東京大学法学部卒業。1985年自治省入省。1993年から消防庁救急救助課課長補佐（消防防災ヘリコプター担当）を務め、阪神・淡路大震災への対応にあたるなどした。2008年国土交通省航空局空港部環境・地域振興課長。2010年消防庁国民保護・防災部防災課長。2011年消防庁消防・救急課長・復興庁統括官付。2012年消防庁総務課長。2013年総務省大臣官房総務課長。2015年消防庁国民保護・防災部長。2016年内閣官房内閣審議官。2018年消防庁次長。2019年から総務省大臣官房長を務め、郵政省出身の鈴木茂樹総務事務次官が鈴木康雄日本郵政代表執行役上級副社長に情報漏洩を行った事件を受け、衆議院総務委員会理事懇談会で説明を行うなどした。2020年消防庁長官。2021年7月辞職、総務省顧問、10月三井住友信託銀行顧問。2022年全国町村会事務総長。